# Azerailles
Azerailles – miejscowość i gmina we Francji, w regionie Grand Est, w departamencie Meurthe i Mozela.
Według danych na rok 1990 gminę zamieszkiwały 792 osoby, a gęstość zaludnienia wynosiła 57 osób/km² (wśród 2335 gmin Lotaryngii Azerailles plasuje się na 446. miejscu pod względem liczby ludności, natomiast pod względem powierzchni na miejscu 382.).

## Populacja

Populacja Azerailles w latach 1962–2008